# Titanic (trilha sonora)
Titanic: Music from the Motion Picture é uma trilha sonora do filme de 1997, Titanic. As canções do filme foram compostas por James Horner, que trabalhara com James Cameron em Aliens, o Resgate - ambos tiveram conflitos durante esse filme que Horner achou que nunca mais trabalhariam juntos, mas Cameron chamou-o por ter se impressionado com a trilha de Coração Valente. A trilha vendeu 30 milhões de cópias pelo mundo, mesmo tendo apenas uma música com letras. Este álbum está na lista dos 200 álbuns definitivos no Rock and Roll Hall of Fame.
"My Heart Will Go On", fora escrita por Horner e Will Jennings em segredo porque Cameron não queria canções. Céline Dion gravou uma demo após ser persuadida pelo marido René Angélil, e Horner a exibiu em um dia que Cameron estava de bom humor. Cameron aprovou-a após ouvir algumas vezes, embora temesse pelo resultado. A música tornou-se líder das paradas mundiais e venceu o Óscar de Melhor Canção Original e o Grammy de Melhor Música criada para o Cinema, e ainda detêm o recorde de música mais executada da história.

## Faixas
Todas as faixas são instrumentais, exceto "My Heart Will Go On" e "Eternal Father, Strong to Save - For Those In Peril on the Sea"
Todas as faixas escritas e compostas por James Horner. 
| N.º | Título | Duração |  |
| 1.  | "Never an Absolution" | 3:03    |  |
| 2.  | "Distant Memories" | 2:23    |  |
| 3.  | "Southampton" | 4:01    |  |
| 4.  | "Rose" | 2:52    |  |
| 5.  | "Leaving Port" | 3:26    |  |
| 6.  | "Take Her to Sea, Mr. Murdoch" | 4:31    |  |
| 7.  | "Hard to Starboard" | 6:52    |  |
| 8.  | "Unable to Stay, Unwilling to Leave" | 3:56    |  |
| 9.  | "The Sinking" | 5:05    |  |
| 10. | "Death of Titanic" | 8:26    |  |
| 11. | "A Promise Kept" | 6:02    |  |
| 12. | "A Life So Changed" | 2:13    |  |
| 13. | "An Ocean of Memories" | 7:57    |  |
| 14. | "My Heart Will Go On" (composta por Will Jennings, interpretação de Celine Dion, produção de James Horner, Walter Afanasieff, e Simon Franglen) | 5:11    |  |
| 15. | "Hymn to the Sea" | 6:26    |  |

16. "Eternal Father, Strong to Save - For Those In Peril on the Sea"
- «Letra da Música My Heart will go on, Céline Dion.»